# Tariqa
As turuq (singular: tariqa), do árabe طريق ("caminho ascético"), são confrarias esotéricas islâmicas, da corrente contemplativa e mística do Islã. As turuq foram estabelecidas a partir da Idade Média por grandes figuras da religião islâmica, como Rûmi, Abdal al-Qadir al-Jilani, os xeiques Darqawi e Shadhili, entre outros. A primeira Ordem Sufi, a tarica Qadiria, surgiu em Bagdá, no atual Iraque, entre os séculos Xi e XII. Elas surgiram por todo o vasto território islâmico e foram importantes no desenvolvimento do comércio e na expansão do mundo árabe.

## Funcionamento
Seus praticantes são chamados de dervixes. Alguns dervixes podem ser faquires, eremitas que sobrevivem da mendicância. O Tasawwuf, palavra árabe que designa o misticismo e esoterismo islâmicos, é conhecido no Ocidente como sufismo, dentro do qual o Xeique é um mestre espiritual. Há duas correntes principais de entendimento islâmico: o sunismo e o xiismo, sendo o sufismo observado com mais vigor na corrente sunita.
Este modelo organizacional impõe limites ao tamanho de qualquer tariqa, porque é necessário algum grau de contato pessoal entre guia e guiado (muride) ou seguidor. Um grande número de sufis pode seguir um xeique morto, no sentido de honrar sua memória e ensinamentos, mas apenas algumas centenas podem normalmente seguir um xeique vivo.
Esta é uma razão pela qual muitas tariqas individuais existem simultaneamente. Outra razão é que a morte de um xeique geralmente desencadeia uma crise, às vezes resolvida quando um sucessor é geralmente aceito por todos os seguidores do xeique falecido, e às vezes resolvido por uma divisão no seguinte, pelo qual uma tariqa sob um xeique se torna duas novas tariqas sob dois novos xeiques. Novas tariqas estão assim nascendo o tempo todo, e velhas tariqas podem, com o tempo, morrer. Muitos xeiques vivos podem, no entanto, seguir a memória e os ensinamentos de um xeique morto, no qual são seguidos por seus próprios seguidores.
O modelo organizacional sufi é, portanto, de dois níveis: em um nível de base, uma tariqa consiste em um xeique vivo e aqueles indivíduos que lhe prestaram um juramento de fidelidade; e em um nível conceitual uma tariqa consiste em todos aqueles que seguem a memória e os ensinamentos de um xeique morto. Uma tariqa de nível conceitual, então, inclui várias tariqas de base.